# Gangster
Gangster je izraz kojim se opisuje osoba koja se profesionalno bavi kriminalom kao član bande ili skupine organiziranog kriminala. Izraz potiče od engleske riječ gang, a popularnost je stekao u SAD u međuratnom razdoblju kada su aktivnosti tadašnjih kriminalaca izazvale veliku pažnju javnosti. Aktivnosti gangstera su, između ostalog, potakle i stvaranje žanra poznatog kao gangsterski film. U pogrdnom smislu se izraz "gangster" često rabi za osobu koja je nasilna nasiljem, nema nikakvih skrupula i suptilnosti u ostvarivanju svojih ekonomskih i političkih ciljeva.